# Dystrykt Poonch
Dystrykt Poonch – dystrykt w północno-wschodnim Pakistanie w Azad Dżammu i Kaszmirze. W 1998 roku liczył ok. 411 000 mieszkańców. Siedzibą administracyjną dystryktu jest Rawalakot.